# MAZ 215
MAZ 215 – niskopodłogowy miejski autobus przegubowy produkowany przez zakłady MAZ w Mińsku na Białorusi. Jest to największy autobus produkowany na terenie WNP.

## Opis
Autobus MAZ-215 został zaprojektowany na Mistrzostwa Świata w Hokeju w Mińsku w 2014 roku. Początkowo autobusami tego modelu dowożono kibiców na stadiony podczas tych igrzysk. Wiele części modelu MAZ-215 powstało na bazie jego poprzedników – MAZ 203 i MAZ 206. Przednia i tylna maska autobusu została wzmocniona włóknem szklanym, ten model posiada również trójwarstwową szybę przednią.

## Informacje dodatkowe
- Istnieje również trolejbus powstały na bazie tego autobusu, został nazwany MAZ-215T[3].
- W Polsce MAZ-215 jest wykorzystywany przez przewoźników Aska Żory i PKM Tychy[4].